# Audi Q5 e-tron
L'Audi Q5 e-tron è un'autovettura elettrica prodotta a partire dal 2022 dalla casa automobilistica tedesca Audi.

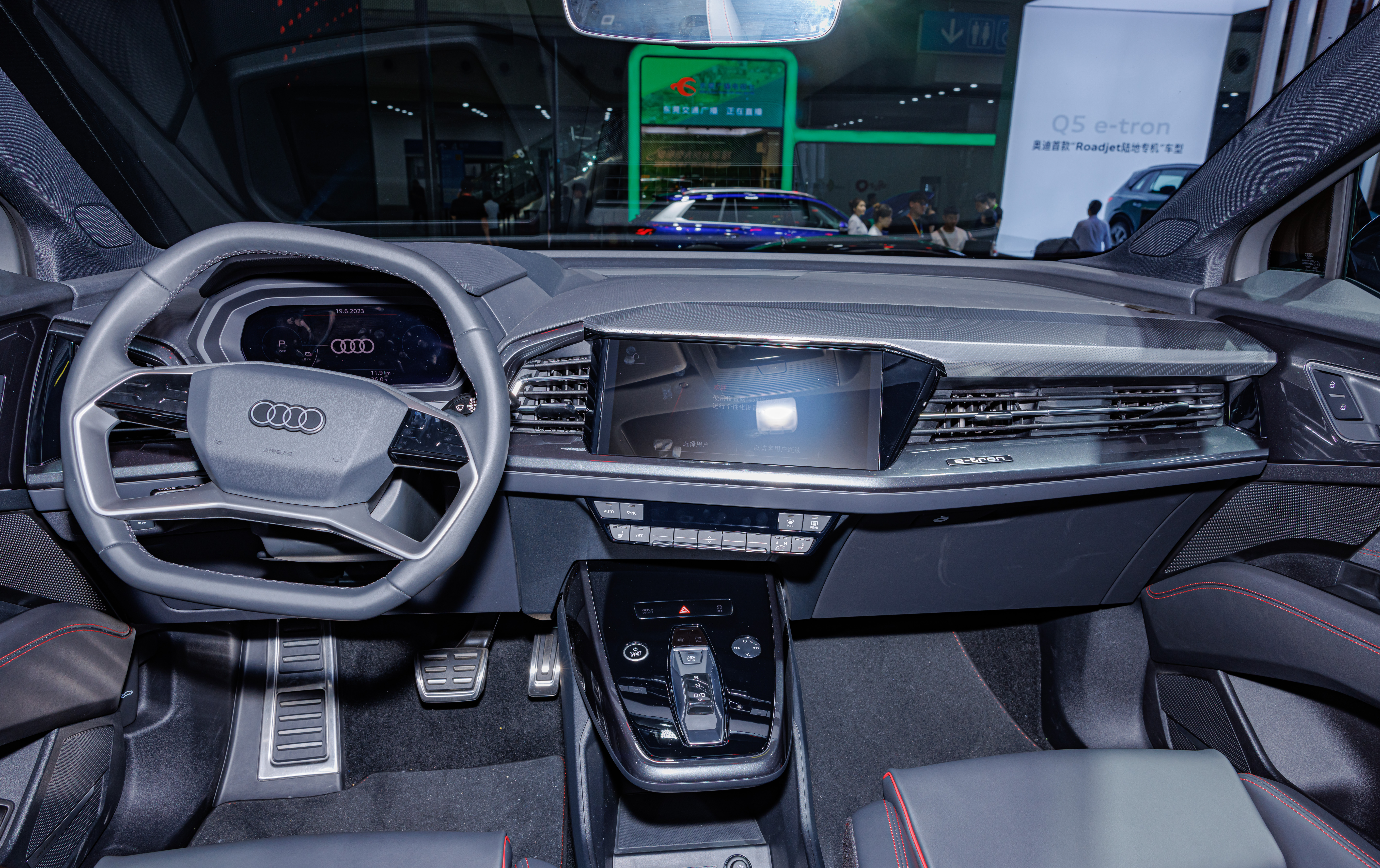
Interni

## Descrizione e contesto
La Q5 e-tron è un crossover SUV elettrico di medie dimensioni alimentato a batteria, prodotto e venduto esclusivamente in Cina dalla Audi attraverso la joint venture SAIC-VW.
Basata sulla piattaforma Volkswagen MEB, è il quinto modello elettrico a batteria della serie Audi e-tron e condivide molte componenti con la Volkswagen ID.6; non ha nulla in comune ne tecnicamente ne meccanicamente con l'omonima Audi Q5 europea o con l'elettrica Audi e-tron quattro, che invece utilizzano la piattaforma MLB e non vengono prodotte in Cina, bensì in Europa e Messico.
La vettura è stata presentata al salone di Guangzhou nel 2021. Pur avendo un design esterno della carrozzeria completamente nuovo, il disegno del cruscotto è derivato dalla Q4 e-tron, essendo costituito da un quadro strumenti digitale da 10,25 pollici e da un sistema multimediale con schermo touchscreen da 11,6 pollici.
Al lancio sono disponibili due varianti: la Q5 40 e-tron e la Q5 50 e-tron quattro. La Q5 40 e-tron è alimentata da un unico motore posto al retrotreno da 204 CV (150 kW), mentre la Q5 50 e-tron quattro ha una configurazione a doppio motore (uno per asse) con una potenza totale di 305 CV (224 kW), con trazione integrale. Ad alimentare i motori elettrici c'è un pacco batterie agli ioni di litio posto sotto il pianale e il pavimento, dalla capacità di 83,4 kWh.